# 少年，少年，祖国的春天
《少年，少年，祖国的春天》由李幼容作词、寄明（本名吴亚贞）作曲，是一首歌唱中国少年美好未来与兴国责任的歌曲。1981年春，寄明收到李幼容创作的歌词来信，与自己多年来为少年儿童写歌的想法一拍即合，遂拿笔写下了曲谱。歌曲以梁启超《少年中国说》为蓝本，採用明朗的大调式手法，旋律流畅上口，有如列队行进。
歌曲创作後，在中国省市电台播放。1982年，被评为全国优秀少年儿童歌曲。